# Pechsee (Berlin)

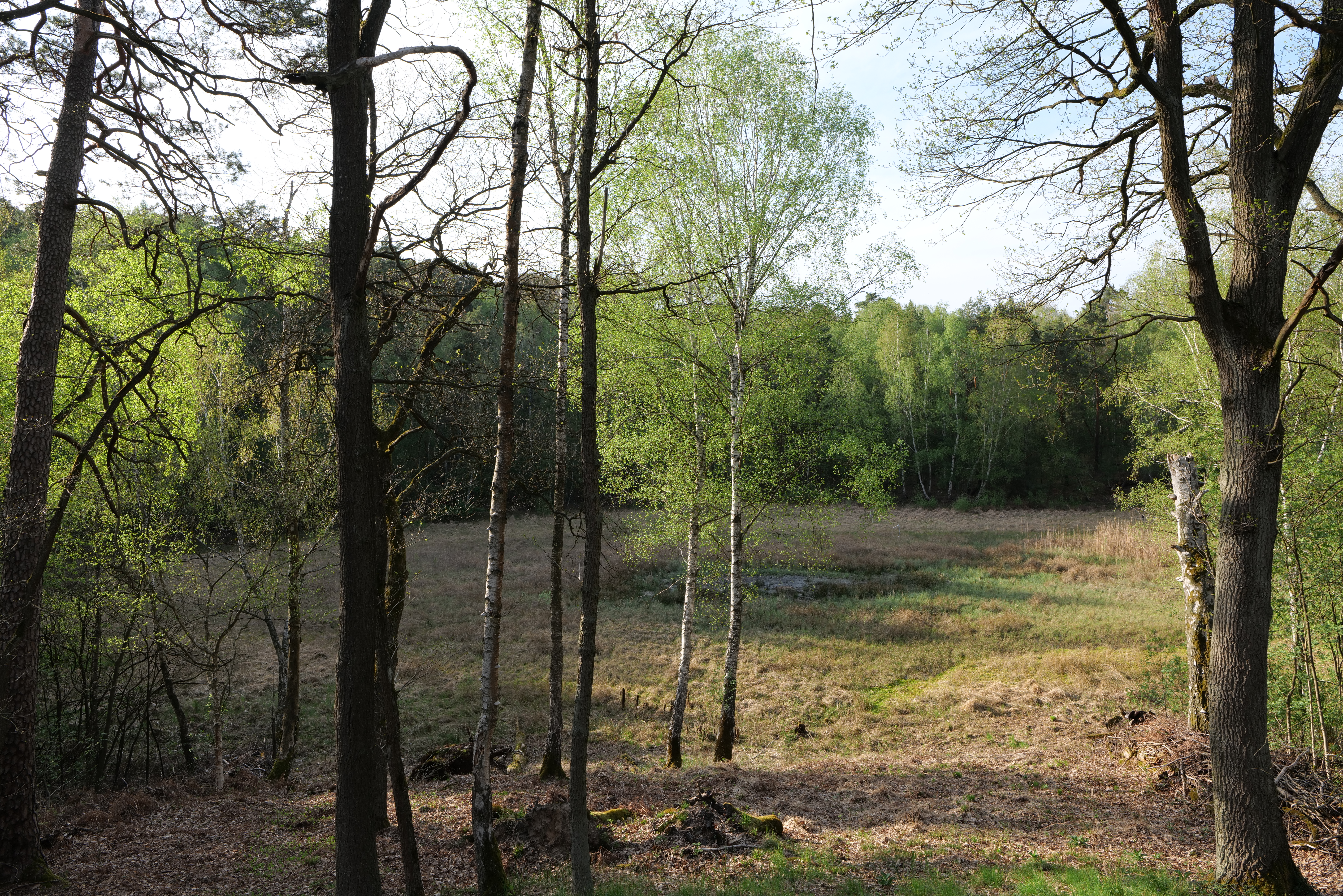
Pechsee

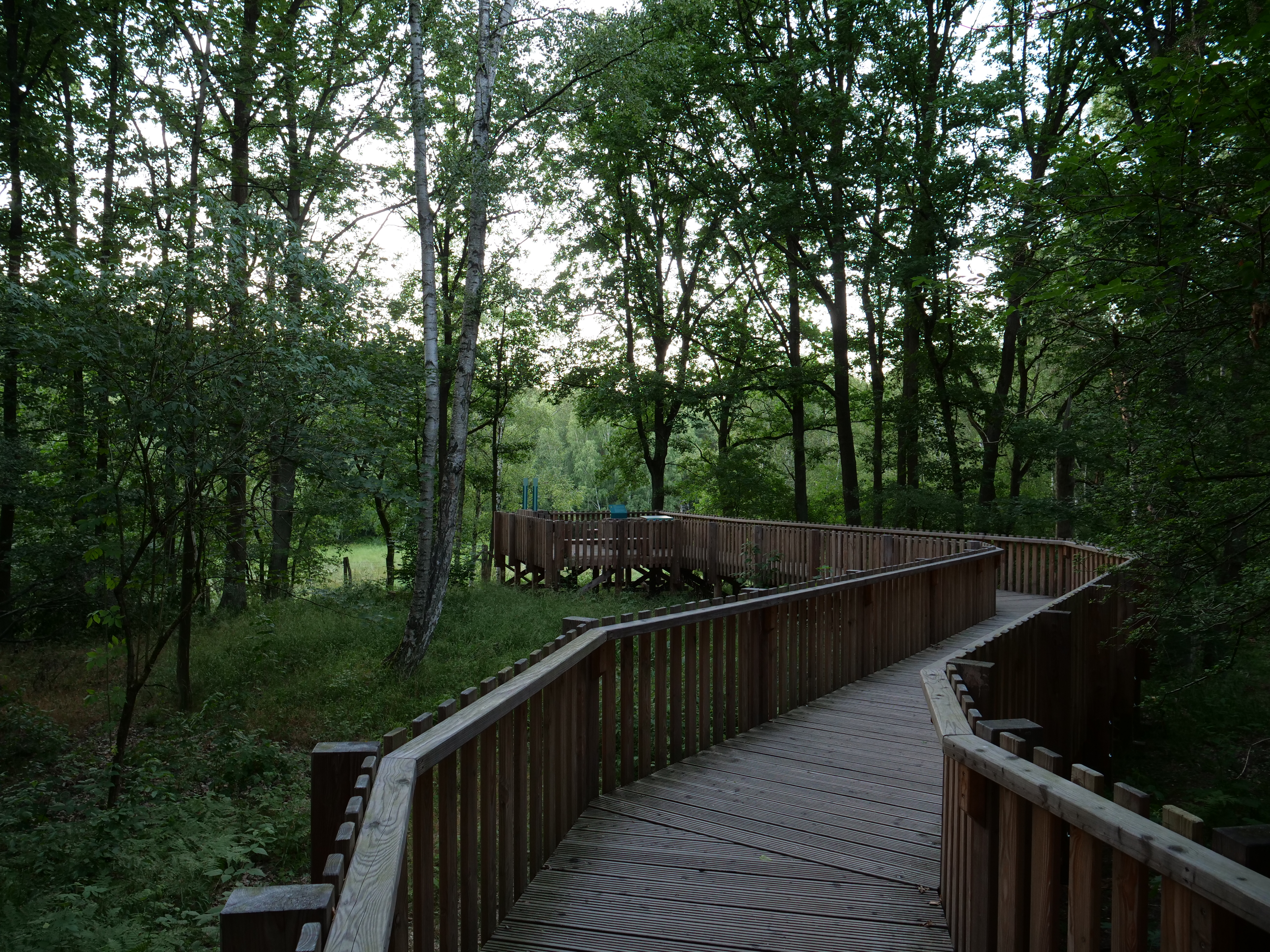
Steganlage mit Aussichtsplattform

Der ehemalige Pechsee ist ein Kesselmoor im Berliner Grunewald im Naturschutzgebiet „Barssee und Pechsee“. Um 1500 wurde an dem See Pech gebrannt. Noch in den 1950er Jahren war der Pechsee ein beliebter Badesee. Insbesondere die Anlage von mehreren Trinkwasserbrunnen führte zu einer Absenkung des Grundwasserspiegels um 5 m, so dass der See zunehmend verlandete. Heute ist nur noch ein kleiner Teil der Wasserfläche erhalten. Der Pechsee ist jedoch nicht so stark trockengefallen wie der benachbarte Barssee.
Der Pechsee ist heute das am besten erhaltene Kesselmoor im westlichen Grunewald. Er wird von einem Schwingrasengürtel umschlossen, der überwiegend aus Torfmoosen besteht. Der Pechsee besitzt eine artenreiche Libellenfauna. Anfang der 1960er Jahre wurden der See und das Ufergebiet eingezäunt, um das empfindliche Ökosystem zu schützen. Am See befindet sich eine Aussichtsplattform, die über eine Steganlage zu erreichen ist.